# Il complice segreto (film 1953)
Il complice segreto (The Lone Hand) è un film del 1953 diretto da George Sherman.

## Trama
Colorado, 1870. Zachary (Zach) Hallock si trasferisce nei dintorni della cittadina di Timberline con suo figlio Joshua (Josh) per avviare una fattoria. Mentre Zach lavora nei campi, il ragazzo si occupa di tenere in ordine la casa, cercando di sostituire la mamma, morta prematuramente. 
Già poco dopo il loro arrivo, assistendo a una sparatoria in cui resta ucciso lo sceriffo, padre e figlio si rendono conto che la zona è infestata da banditi: i responsabili del violento clima di terrore sono i fratelli Jonah e Gus Varden. 
Pur lavorando duramente nella fattoria, Zach non produce utili, anzi è sempre al verde. Josh intanto fa amicizia con un ragazzo di nome Daniel Skaggs. Anche la sorella maggiore di Daniel, Sarah Jane, fa conoscenza con Zach e Josh e si unisce a loro per andare in visita a George Hadley, allevatore di cavalli. Hadley si offre di cedere a Zach due cavalli in cambio del suo primo raccolto di grano e, con l'occasione, gli raccomanda di unirsi a un'associazione di vigilanti, che cercano di mantenere la legge e l'ordine nella zona in cui lo sceriffo è stato ucciso; Zack tuttavia rifiuta, con disappunto di suo figlio. Nel tornare a casa, Josh vede i Varden tendere un'imboscata e uccidere un agente federale e, una volta a casa, riferisce a suo padre e torna con lui sulla scena della sparatoria, ma Zach gli consiglia di non immischiarsi nella faccenda. Jonah Varden, nascosto nelle vicinanze, sente Zack ordinare al ragazzo di non riferire ciò che ha visto. 
I Varden sono a conoscenza delle precarie condizioni economiche di Zach e, a scopo di intimidazione, bloccano il carro su cui trasportava il grano per Hadley; il grano finisce in un fiume rovinandosi. Sapendo anche che Zack desidera sposare Sarah Jane ed è alla disperata ricerca di soldi, i Varden gli propongono di unirsi a loro in una rapina e Zach acconsente. Il giorno della rapina, il giovane Josh segue suo padre e assiste al crimine. 
Quando Zach torna alla sua fattoria con un nuovo carro e una coppia di cavalli, per giustificarsi racconta a Sarah, Daniel e Josh che ha potuto comprarli grazie a una vincita al gioco. Sarah Jane sposa Zach ma, insospettita dalle sue numerose assenze notturne e convinta che si sia unito ai banditi, fa ritorno alla casa paterna. Non sa che Zach è in realtà un agente federale e lavora sotto copertura. Non poteva rivelarlo perché aveva bisogno di scoprire chi era il capobanda. Prima di allontanarsi da casa per un altro grosso colpo, Zach incarica Josh di spedire un telegramma. Il telegramma viene intercettato da Hadley, che è il vero capobanda: una volta scoperto, rapisce Josh. Si scatena una lotta e Zach verrebbe sopraffatto insieme a suo figlio se gli uomini del villaggio, messi in guardia da Sarah Jane, non intervenissero in tempo. Una volta terminato il lavoro, Zach si riunisce a Sarah Jane e torna con lei e Josh alla fattoria.

## Produzione
Il film fu girato nelle zone di Durango e Silverton, in Colorado.

## Accoglienza

### Critica
(Leo Pestelli, La Stampa, 13 marzo 1954)